# Choerades nigrovittatus
Choerades nigrovittatus là một loài ruồi trong họ Asilidae. Choerades nigrovittatus được Matsumura miêu tả năm 1916. Loài này phân bố ở vùng Cổ Bắc giới.